# Взрывоустойчивость
Взрывоустойчивость или взрывостойкость — способность некоторого объекта или предмета противостоять поражающим факторам взрывных явлений. Как правило, мера взрывоустойчивости определяется общей массой, прочностными параметрами и конструктивными особенностями объекта, а также — соотношением между периодом собственных колебаний у отдельных элементов конструкции с длительностью воздействия ударной волны.
При контактном взрыве критерием взрывоустойчивости обычно выступает суммарное количество подрывов зарядов ВВ некоей заданной массы и формы, которые объект должен выдержать не разрушаясь.
При неконтактном взрыве критерием взрывоустойчивости может быть:
- расстояние, находясь на котором объект должен выдержать подрыв заряда ВВ заданной формы и массы,
- величина удельного импульса фазы сжатия (подрыв обычных ВВ), при которой объект сохраняет свою пригодность к использованию,
- значения избыточного давления фронта ударной волны (ядерный взрыв), при котором объект сохраняет свою пригодность к использованию.